# Irgalem
Irgalem (anche scritto Yrgalam, Yrgalem, Yrga Alem o Yirga Alem; nomi alternativi
Abosto o Dalle) è una città dell'Etiopia meridionale. Situata 260 km sud di Addis Abeba e 
40 km sud di Auasa nella Zona di Sidama nella 
Regione (o kilil) delle Nazioni, Nazionalità e Popoli del Sud. La città è dotata sia di servizio postale 
che telefonico
con una succursale della Ethiopian Electric Light and Power Authority.
Irgalem fu occupata dalla Divisione Laghi dell'esercito italiano il 1º dicembre 1936, durante la loro campagna bellica nell'Africa Orientale Italiana contro quel che rimaneva dell'Esercito Etiope di Sidamo sotto il comando del Ras Desta Damtew. Fino al 13 febbraio 1937 vi ebbe sede il Governatorato di Galla e Sidama.
Irgalem fu il capoluogo della Provincia di Sidamo fino al 1975 quando fu spostata ad Auasa dal governo del regime Derg.
La città, nel 1994, contava 24.183 abitanti.